# Bob Neuwirth
Bob Neuwirth, född 20 juni 1939 i Akron, Ohio, död 18 maj 2022 i Santa Monica, Los Angeles, Kalifornien, var en amerikansk sångare, musiker och låtskrivare. Neuwirth är främst känd för sina samarbeten med andra artister, till exempel Bob Dylan, Kris Kristofferson och Janis Joplin. Neuwirth var tongivande i arbetet med att hitta musiker till Dylans Rolling Thunder Revue-turné 1975.
Neuwirth släppte sitt debutalbum 1974.